# Michael Curtiz
Michael Curtiz (Budapeste, 24 de dezembro de 1886 — Hollywood, 10 de abril de 1962) foi um diretor de cinema húngaro-americano. Também era conhecido por Mihaly Kertesz ou por Manó Kertész Kaminer, seu nome de nascimento.
Dirigiu pelo menos cinquenta filmes na Europa e cerca de cem nos Estados Unidos, tendo sido muito bem sucedido nos inícios da Warner Bros., tendo adquirido a reputação da competência e eficiência, mas também de ser difícil de se trabalhar. Seus filmes mais conhecidos são Casablanca e As Aventuras de Robin Hood. Este último foi o de maior sucesso de uma série de filmes de aventuras clássicas em que ele dirigiu o astro Errol Flynn. Nos anos 1950 dirigiu Elvis Presley no filme King Creole, (Balada Sangrenta, no Brasil). Ele teve menos sucesso a partir do final dos anos quarenta, quando tentou mudar da direção de filmes para a produção, e para o trabalho independente. Apesar de vários de seus trabalhos, como Casablanca, serem altamente respeitados pelos críticos de cinema, há alguma polêmica sobre o quanto seu corpo de trabalho tem um estilo pessoal coerente.

## Infância e juventude
Nascido Manó Kertész Kaminer em Budapeste, à época parte do Império Austro-Húngaro, hoje capital da Hungria, numa família judaica. Ele dizia ter nascido em 24 de dezembro de 1886, mas tanto dia quanto ano de nascimento são sujeitos a dúvidas. Ele gostava de contar histórias sobre sua infância e juventude. Por exemplo, que teria fugido de casa para se juntar ao circo e que fez parte da seleção húngara de esgrima nos Jogos Olímpicos de Verão de 1912, em Estocolmo, 1912. Contudo, ele parece ter tido uma vida convencional de classe média. Ele estudou na Universidade de Markoszy e na Academia Real de Teatro e Arte, ambas em Budapest. Depois começou sua carreira como ator e diretor sob o pseudônimo de Mihály Kertész, no Teatro Nacional Húngaro, em 1912.
Há poucos detalhes de suas primeiras experiências como diretor, e não é claro que parte ele pode ter tomado na direção de vários de seus primeiros filmes, mas sabe-se que ele dirigiu pelo menos um filme na Hungria antes de passar 6 meses de 1913 no estúdio Nordisk na Dinamarca, aperfeiçoando-se no ofício. Quando estourou a Primeira Guerra Mundial, ele serviu por breve período na artilharia do Exército Austro-Húngaro, tendo retornado à realização de filmes em 1915. Neste ou no ano seguinte, ele se casou com a atriz Lucy Doraine. Eles se divorciaram em 1923.
Curtiz deixou a Hungria quando a indústria cinematográfica foi nacionalizada, em 1919 e terminou por se fixar em Viena. Ele fez pelo menos 21 filmes para o estúdio Sascha-Film, entre eles os épicos bíblicos Sodom und Gomorrha (1922) and Die Sklavenkönigin, em 1924. O último foi lançado nos Estados Unidos como Moon of Israel (ou Lua de Israel) e chamou a atenção de Jack Warner, que contratou Curtiz para seu estúdio, com intenção de que ele dirigisse um filme similar para a Warner Bros. O filme foi Noah's Ark (pt/br: A Arca de Noé), que ele dirigiu em 1928. O segundo casamento de Curtiz, de novo com uma atriz, chamada Lili Damita, durou apenas de 1925 a 1926. Quando foi para a América, Curtiz deixou para trás pelo menos um filho ilegítimo, para o qual ele deixou de pagar pensão.

## Carreira nos Estados Unidos
Curtiz chegou aos Estados Unidos em 1926, segundo algumas fontes, em 4 de julho, dia da independência norte-americana. Mas segundo outras fontes, Curtiz chegou em junho. Ele adotou o nome americanizado Michael Curtiz. Ele teve uma carreira hollywoodiana longa e prolífica, que contou com seu nome nos créditos de mais de 100 filmes, em muito gêneros cinematográficos. Durante os
anos 1930, Curtiz chegou a figurar nos créditos de quatro filmes em um único ano! Contudo, nem sempre ele era o único diretor nesses projetos. No período antes do código Hayes, Curtiz dirigiu filmes como Os Crimes do Museu (filmado em Technicolor de 2 fitas) e The Kennel Murder Case, com William Powell interpretando Philo Vance.
No meio dos anos 1930, Curtiz começou o ciclo muito bem sucedido de filmes de aventura, estrelados por Olivia de Havilland e Errol Flynn, que incluíam Capitão Blood (1935), A Carga da Brigada Ligeira (1936), As Aventuras de Robin Hood (1938) e A Estrada de Santa Fé, de 1940.
No início dos anos 1940, Curtiz já estava bastante rico, ganhando 3 600 dólares por semana. Era dono de uma substancial mansão, que incluía um campo de polo. Um de seus parceiros regulares era Hall Wallis, que conheceu Curtiz em sua chegada aos Estados Unidos e passou a ser seu amigo íntimo. A esposa de Wallis, a atriz Louise Fazenda, e a terceira esposa de Curtiz, Bess Meredyth, atriz e roteirista, tornaram-se íntimas desde o casamento de Curtiz e Meredyth, em 1929. Curtiz era muito infiel e teve numerosas relações sexuais com atrizes extra no ambiente de filmagem. Meredyth chegou a deixá-lo, mas foi por um período curto: eles permaneceram casados até 1961, pouco antes da morte de Curtiz. Ela auxiliava Curtiz quando quer que ele precisasse lidar com scripts ou outros elementos que ultrapassassem seus conhecimentos de inglês. Ele frequentemente ligava para pedir conselhos a ela sempre que era apresentado a um problema durante uma filmagem.
Bons exemplos de seu trabalho nos anos 1940 foram O Lobo do Mar (1941), Casablanca (1942) e Alma em Suplício, de 1945. Durante esse período ele também dirigiu Missão em Moscou, um filme de propaganda pró-soviética de 1943, para o qual foi indicado a pedido do presidente Franklin D. Roosevelt para auxiliar no esforço de guerra.
Apesar de Curtiz ter fugido da Europa antes da ascensão do Nazismo, outros membros de sua família não tiveram a mesma sorte. A família de sua irmã foi enviada para Auschwitz, onde morreram o marido dela e três filhos. Curtiz doou parte de seu salário para o European Film Fund, uma associação beneficente que auxiliava refugiados europeus que eram da indústria de cinema a se estabelecerem nos Estados Unidos.
No final dos anos 1940, ele fez um novo acordo com a Warner, sob o qual o estúdio e a produtora de filmes de Curtiz dividiriam os custos e os lucros dos próximos filmes. Os filmes tiveram más bilheterias, no entanto, tanto em decorrência do declínio geral da indústria do cinema neste período, como porque Curtiz talvez não tivesse a capacidade para dar forma ao projeto completo de um filme de sucesso, o que inclui mais do que dirigir o filme. Segundo uma biografia, Curtiz dizia que "eles só gostam de você quando traz grana para a conta da empresa. Senão eles te jogam na sarjeta no dia seguinte". A longa parceria entre o diretor e o estúdio decaiu em uma amarga batalha nos tribunais. Depois de terminada sua relação com a Warner, Curtiz continuou a dirigir, como freelancer, de 1953 em diante.
Seu último filme, Os Comancheros, com John Wayne, foi lançado menos de um ano antes de sua morte, por cancer, em 10 de abril de 1962. Ele foi enterrado no cemitério Forest Lawn Memorial Park, em Glendale (Califórnia).
Curtiz sempre foi extremamente ativo: seus dias de trabalho eram muito longos, praticava vários esportes em suas horas vagas e muitas vezes era encontrado dormindo debaixo de um chuveiro frio… Ele não gostava de atores que almoçavam, pois acreditava que o almoço retirava a energia para o trabalho à tarde. O lado ruim dessa dedicação era muitas vezes um tratamento duro dos outros: a atriz Fay Wray disse "parecia que ele não era de carne e osso, mas sim parte do mesmo metal da câmera". Também não era muito popular com seus colegas: era conhecido como arrogante e perfeccionista. Ele reserva muito de seu veneno para os subordinados, em vez das estrelas: frequentemente discutia com técnicos e dispensava atores extra com palavras duras. Bette Davis se recusou a trabalhar com ele por uma segunda vez, por ele ter dirigido a ela palavras duras e de baixo calão.
Ele tinha uma má opinião sobre os atores em geral, dizendo que a interpretação é "cinquenta por cento um grande conjunto de truques. Os outros 50% deveriam ser talento e habilidade, mas raramente são."  Contudo, ele nem sempre ofendia a todos: ele tratou Ingrid Bergman com cortesia durante a filmagem de Casablanca, enquanto que Claude Rains dizia que foi Curtiz que ensinou a ele a diferença entre atuar para teatro e para cinema.
Durante toda sua vida, Curtiz brigou com a língua inglesa e há várias anedotas sobre suas dificuldades de expressão. Ele confundiu um contra-regra em Casablanca quando pediu um poodle, quando o que queria era uma poça de lama, ou "puddle of water" em inglês. O ator David Niven gostava de "tragam os cavalos vazios", frase de Curtiz quando quis dizer "tragam os cavalos sem seus cavaleiros"; tanto gostava que a usou como título de sua autobiografia.

## Avaliação da crítica
O trabalho de Curtiz recebeu relativamente pouca atenção da crítica cinematográfica: sua produtividade fenomenal e a variedade de seus resultados parecem fazer dele a antítese do cinema de autor. Contudo, estas características eram típicas da produção dos estúdios, com o qual Curtiz trabalhava, em vez de serem exclusivas dele. Como o jornalista e historiador de cinema Aljean Harmetz afirma "praticamente todos os filmes da Warner Bros. fugiam da teoria de que o diretor é o autor do filme. Curtiz pode ser visto como fundamentalmente um diretor de estúdio, que se superava na direção no ambiente do filmagem, mas que perdeu o pé quando tentou ter maior controle da produção de um filme, como ocorreu a partir do final dos anos 1940. Harmetz afirma que a visão de filme de Curtiz era totalmente visual. Ele chega a citar uma frase de Curtiz: "quem se importa com os personagens? Faço o filme andar tão rápido que ninguém se importa com eles."

## Premiação
Curtiz recebeu quatro indicações da Academia de Artes e Ciências Cinematográficas ao Óscar de Melhor Diretor: antes que Casablanca ganhasse em 1944, ele foi indicado para A Canção da Vitória em 1943, para Anjos de Cara Suja e Four Daughters em 1939.   Capitão Blood chegou em segundo lugar na classificação para o Oscar de 1936, mesmo sendo um candidato fora da lista.

## Filmografia parcial
1. Escravos da terra (1932)
2. Mas uma vez adeus (1933)
3. Os crimes do museu (1933)
4. O caso de Hilda Lake (1933)
5. Capitão Blood (1935)
6. Inferno Negro (1935)
7. A carga da Brigada Ligeira (1936)
8. As aventuras de Robin Hood (1938) (estrelando Errol Flynn)
9. Anjos de cara suja (1938)
10. Quatro filhas (1938)
11. Dodge City (1939)
12. Meu reino por um amor (1939)
13. A estrada de Santa Fé (1940)
14. Caravana de ouro (1940)
15. O gavião do mar (1940)
16. Casablanca (1942)
17. Captains of the Clouds (1942)
18. A canção da vitória (1942) (estrelando James Cagney)
19. Forja de heróis (1943)
20. Missão em Moscou (1943)
21. Janie tem dois namorados (1944)
22. Alma em suplício (1945) (estrelando Joan Crawford)
23. Night and Day (1946) (estrelando Cary Grant como Cole Porter)
24. Nossa vida com papai (1947)
25. Romance em Alto-Mar (1948)
26. My Dream Is Yours (com Doris Day)
27. Redenção sangrenta (1950)
28. Êxito fugaz (1950)
29. O homem de bronze (1951)
30. O cantor de jazz (1952)
31. Atalhos do destino (1953) (estrelando John Wayne)
32. Natal branco (1954) (estrelando Bing Crosby)
33. O encanto de viver (1956)
34. O Rei Vagabundo (1956)
35. Balada sangrenta (1958) (estrelando Elvis Presley)
36. As aventuras de Huckleberry Finn (1960)
37. Os comancheros (1961) (estrelando John Wayne)